# Sam Stadener
Nils Sam Richard Stadener (* 9. Dezember 1938 in Göteborg) ist ein ehemaliger schwedischer Kinderdarsteller.
Stadener spielte in dem schwedischen Spielfilm Mästerdetektiven och Rasmus (deutsch: Kalle Blomquist lebt gefährlich) von 1953 die Rolle des Sixten.